# Eutrichapion

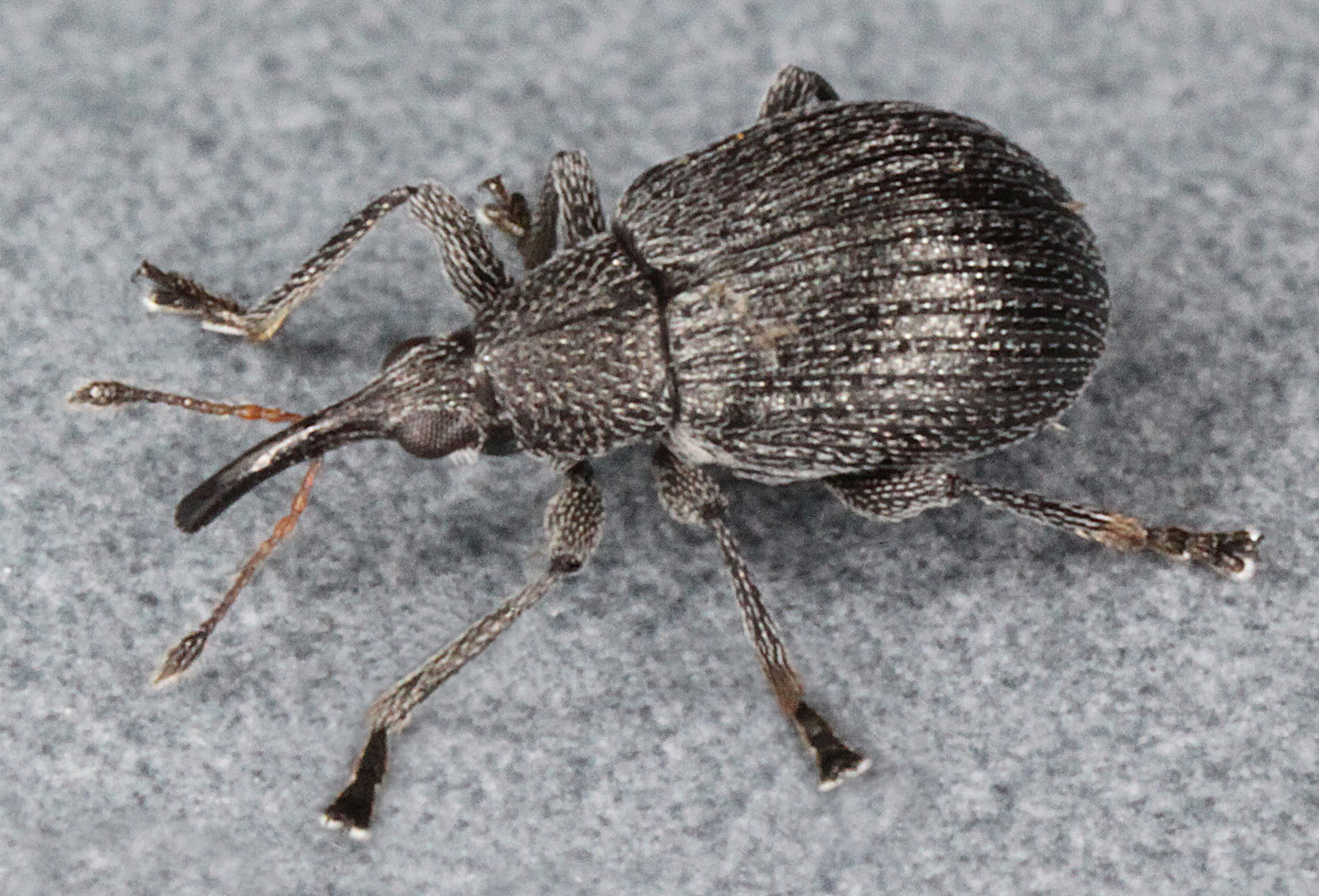
Eutrichapion ervi

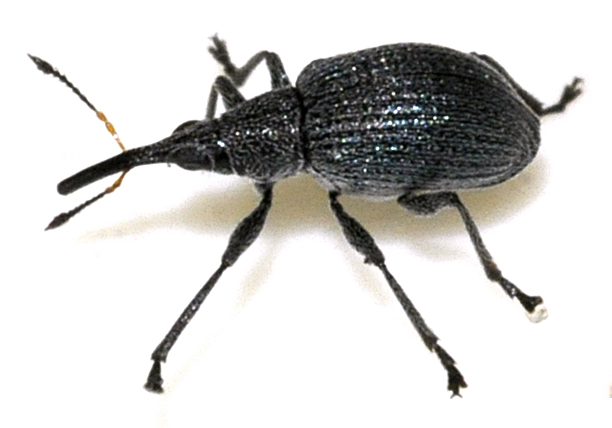
Eutrichapion vorax

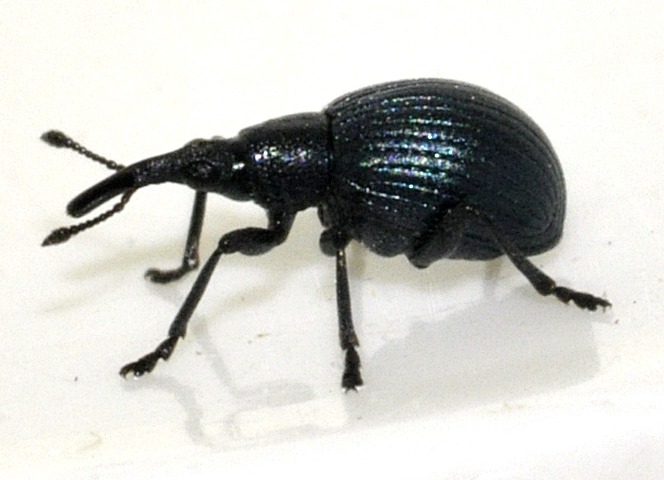
Eutrichapion punctiger

Eutrichapion – rodzaj chrząszczy z rodziny pędrusiowatych i podrodziny Apioninae. Obejmuje 18 opisanych gatunków. Zamieszkują palearktyczną Eurazję, Afrykę Północną i Amerykę Północną.

## Morfologia
Chrząszcz o ciele długości od 1,9 do 3,2 mm. Ubarwienie najczęściej jest czarne, ale bywa też częściowo lub w całości metaliczne albo z częściowo lub w całości rudawo rozjaśnionymi przydatkami. Porastające ciało wytwory oskórka są prawie łuskowate do włosowatych i mogą być miejscami zagęszczone, zwłaszcza u samców.
Głowę cechują: okrągłe do lekko wydłużonych i przynajmniej umiarkowanie wypukłe oczy, niskie i niesięgające poza przednią ⅓ oczu listewki podoczne, płaskie do lekko sklepionego i tak szerokie jak środek ryjka czoło z dwoma pośrodkowymi rowkami niepunktowanymi i nagimi, a rowkami bocznymi punktowanymi i owłosionymi. Ryjek bywa prosty lub zakrzywiony, przednią część ma zawsze rurkowatą i węższą od tylnej, a pośrodku jest zwykle nieznacznie rozszerzony i wyraźnie szerszy niż na szczycie. Rowki na spodzie ryjka zanikają ku tyłowi. Czułki samca osadzone są w nasadowych 0,3–0,5 długości ryjka, a samicy w nasadowych 0,2–0,4 długości ryjka, buławki mają od 1¾ do 2½ dłuższe niż szersze.
Przedplecze jest w zarysie prawie kwadratowe do prawie stożkowatego, o bokach lekko zaokrąglonych i w przedniej połowie ku przodowi zbieżnych, a tylnym brzegu dwufalistym i lekko obrzeżonym. Punktowanie powierzchni zazwyczaj ma gęste. Tarczka jest zmienna. Podługowato-jajowate do prawie półkulistych, najszersze za środkiem pokrywy mają wykształcone barki. Biodra środkowej pary są dość wąsko rozstawione. Wyrostek śródpiersia jest wysklepiony, owłosiony, wyniesiony do poziomy wyrostku zapiersia. Odnóża mają wydłużone stopy z pazurkami zaopatrzonymi w ząbek nasadowy.
Odwłok ma pierwszy z widocznych sternitów od 1,6 do 1,7 raza dłuższy niż następny; oba są przeciętnie sklepione, rozdzielone szwem wgłębionym po bokach, lecz zatartym pośrodku. Piąty z widocznych sternitów jest na tylnej krawędzi zaokrąglony u samicy i ścięty u samca. Samcze pygidium ma wierzchołkową krawędź równomiernie zakrzywioną lub pośrodku zafalowaną. Genitalia samca cechuje tegmen o wydłużonych płatach parameroidalnych rozdzielonych wcięciem pośrodkowym sięgającym poza wierzchołkowe krawędzie poprzecznych okienek. Przyrośnięte do wolnego pierścienia prostegium ma wierzchołkową krawędź wystającą lub pośrodku wykrojoną. Wydłużony środkowy płat edeagusa (prącie) w widoku grzbietowym ma boki zwykle zbieżne ku ściętemu wierzchołkowi, a w widoku bocznym jest zakrzywiony z wierzchołkiem odgiętym lub podgiętym.

## Ekologia i występowanie
Owady te są fitofagami bobowatych. U zdecydowanej większości gatunków larwy przechodzą rozwój w przedstawicielach plemienia Viciae, tym niemniej przynajmniej jeden gatunek rozwija się w rutwicach z plemienia Galegeae. Postacie dorosłe żerują na szerszym spektrum bobowatych.
Rodzaj holarktyczny, ale głównie palearktyczny, tylko trzy gatunki występują w nearktycznej Ameryce Północnej. W Europie stwierdzono 10 gatunków, z których siedem wykazano z Polski (zobacz: pędrusiowate Polski). W Afryce Północnej podawany jest tylko z Algierii, skąd wykazano pięć gatunków. 13 gatunków odnotowano z Azji.

## Taksonomia
Takson ten wprowadzony został w 1916 roku przez Edmunda Reittera w randze podrodzaju w obrębie rodzaju Apion. Gatunkiem typowym autor ów wyznaczył Attelabus viciae. W 1990 roku Miguel A. Alonso-Zarazaga wyniósł omawiany takson do rangi osobnego rodzaju oraz wprowadził stosowany również współcześnie jego podział na pięć podrodzajów:
- Eutrichapion (Cnemapion) Bokor, 1923
- Eutrichapion (Eutrichapion) Reitter, 1916
- Eutrichapion (Leconteapion) Alonso-Zarazaga, 1990
- Eutrichapion (Phalacrolobus) Alonso-Zarazaga, 1990
- Eutrichapion (Psilocalymma) Alonso-Zarazaga, 1990

W sumie do rodzaju tego należy 18 opisanych gatunków.